# Katchkanar
Katchkanar (en russe : Качканар) est une ville de l'oblast de Sverdlovsk, en Russie. Sa population s'élevait à 40 606 habitants en 2013.

## Géographie
Katchkanar est située entre les rivières Issa et Viya, à 23 km au nord-ouest de Nijniaïa Toura, à 218 km au nord-nord-ouest de Iekaterinbourg et à 1 352 km au nord-est de Moscou.

## Histoire
Katchkanar fut fondée en 1957 comme centre d'exploitation minière et connut une très rapide croissance dans les années 1960. Elle accéda au statut de commune urbaine en 1959 et au statut de ville en 1968.

## Population
Recensements (*) ou estimations de la population
| 1959* | 1970*  | 1979*  | 1989*  |
| ----- | ------ | ------ | ------ |
| 3 992 | 33 048 | 41 323 | 48 251 |

| 2002*  | 2010*  | 2012   | 2013   |
| ------ | ------ | ------ | ------ |
| 44 664 | 41 426 | 40 998 | 40 606 |

## Économie
La principale activité de la ville est l'exploitation d'une mine de fer par le combinat OAO Vanadi (ОАО Ванадий).